# The Stench of Redemption
Albums de Deicide
Scars of the Crucifix
(2004) Doomsday L.A.
(2007)
The Stench of Redemption est le huitième album studio du groupe de death metal américain Deicide, sorti le 22 août 2006 sous le label Earache Records.
C'est le premier album du groupe enregistré avec Jack Owen et Ralph Santolla aux guitares.
Le 6 juin 2006 (le 6/6/6), les titres Homage for Satan et Crucified for Innocence ont été mis en ligne, mais uniquement via Itunes.
Des vidéos ont été tournées pour les titres Homage For Satan et Desecration.
L'album a été très attendu et a reçu globalement de très bonnes critiques. Beaucoup y ont vu le retour du groupe, même avec la perte des frères Hoffman, pourtant parmi les fondateurs du groupe, en raison de la qualité de l'album bien supérieure à deux de ses prédécesseurs, Insineratehymn et In Torment in Hell.
Une édition limitée de l'album inclut un titre supplémentaire: il s'agit du titre Black Night, une reprise de Deep Purple, avec les paroles récrites par Glen Benton.

## Musiciens
- Glen Benton - Chant, Basse
- Ralph Santolla - Guitare
- Jack Owen - Guitare
- Steve Asheim - Batterie

## Liste des morceaux
| 1.    | The Stench of Redemption                                         | 4:09 |
| 2.    | Death to Jesus                                                   | 3:53 |
| 3.    | Desecration                                                      | 4:31 |
| 4.    | Crucified for the Innocence                                      | 4:35 |
| 5.    | Walk with the Devil in Dreams You Behold                         | 4:58 |
| 6.    | Homage for Satan                                                 | 3:59 |
| 7.    | Not of This Earth                                                | 3:19 |
| 8.    | Never to Be Seen Again                                           | 3:24 |
| 9.    | The Lord's Sedition                                              | 5:41 |
| 10.   | Black Night (édition limitée uniquement/ reprise de Deep Purple) | 2:43 |
| 41:18 |                                                                  |      |